# Carly Manning
Carly Manning (echte naam Katerina Von Leuschner) is een personage uit de soapserie Days of our Lives. De rol werd van 1990 tot 1993 gespeeld door Crystal Chappell. Toen Chappell te veel geld begon te vragen voor haar rol werd Carly uit de serie geschreven. Zestien jaar later, in oktober 2009 zal Chappell haar rol opnieuw opnemen. Chappell speelde inmiddels in de serie Guiding Light, maar deze serie stopt in september 2009 na 72 jaar waardoor ze op zoek ging naar nieuw werk en weer bij haar oude werkgever terechtkwam.

## Personagebeschrijving

### Huwelijk met Victor
Carly kwam in 1990 naar Salem omdat ze dacht dat niemand haar daar zou kennen. Maar ze kwam al snel enkele bekenden tegen. Ze had samen met Jennifer Horton op internaat gezeten en dan kwam ze Bo Brady tegen, die jaren geleden tussen een ruzie van Carly en haar toenmalige vriend Lawrence Alamain was gekomen, maar Bo kon zich dat niet meer herinneren en hij en Carla konden niet met elkaar opschieten. Carly ging in het ziekenhuis van Salem werken en een van haar eerste patiënten was de zoon van Bo, Shawn-Douglas Brady die dood was geworden na een ongeval. Carly gaf veel om Shawn-Douglas en zij en Bo werden bevriend.
Carly ontdekte dat haar broer Frankie Brady door Lawrence gevangen gehouden werd. Lawrence was bereid om Frankie vrij te laten als Carly haar familiefortuin en Bo opgaf. Carly stond voor een verscheurende keuze tussen haar broer en de man voor wie ze gevoelens begon te krijgen. Jack Deveraux slaagde erin om Frankie en ook Jennifer, die inmiddels ook gevangengenomen was, te bevrijden. Bo en Carly groeiden naar elkaar toe, maar hij kon zich niet aan haar binden.
Nadat Victor Kiriakis een beroerte gekregen had en half verlamd werd begeleidde Carly hem en werd hij verliefd op haar. Victor vroeg haar ten huwelijk en Carly stemde hiermee in.
Bo werd bevriend met een jong meisje genaamd Emmy Borden, die verliefd was op hem. De avond voor het huwelijk van Victor en Carly schreef Bo haar een brief en smeekte haar om er niet mee door te gaan. Bo vroeg aan Emmy om de brief aan Carly te geven, maar zij gaf de brief aan Victor. Die verving deze door een valse waarin stond dat Carly met Victor moest trouwen en stuurde ook een valse brief terug naar Bo waarin stond dat Carly verliefd was op Victor en met hem ging trouwen. Bo was erg teleurgesteld en ging zelfs naar de bruiloft waar hij een glas champagne dronk op het huwelijk van zijn vader. Helaas was de champagne vergiftigd door Emmy, die dacht dat Carly ervan zou drinken. Bo was nu geïnfecteerd met het virus dat Lawrence had gecreëerd om agenten van de ISA om te brengen.
Omdat Victor nog steeds verlamd was werd het huwelijk niet geconsummeerd. Carly ging ook niet in op avances van Victor omdat ze zei dat dit zijn herstel niet ten goede zou komen. Toen Emmy ermee dreigde de waarheid over de brieven te vertellen aan Bo en Carly liet Victor haar ontvoeren. Nadat Victor ontdekte dat Bo geïnfecteerd was met het virus van Lawrence bood hij Lawrence aan om zijn dossier over John Black aan hem te geven in ruil voor een tegenmiddel. Bij de ruil viel het flesje kapot. Gelukkig kon Carly wat tegengif redden en slaagde erin om er bij te maken waardoor Bo gered werd. Carly ontdekte uiteindelijk de waarheid omtrent de brieven van Bo en verliet Victor. Die was zo furieus dat hij probeerde om Bo te laten omkomen in een liftaccident in de Salem Inn. Het plan mislukte, maar Carly werd zwaargewond. In een laatste poging om Bo en Carly uit elkaar te krijgen veinsde Victor zijn dood en vluchtte naar Mexico. Roman, John, Marlena, Isabella, Bo en Carly gingen allen naar Mexico naar de Mayatempel waar Victor gevangen gehouden werd door Stefano Dimera. Na een vulkaanuitbarsting kon iedereen ontsnappen, behalve Stefano. Bo en Carly hadden een symbolische trouw en daarna keerde iedereen terug naar Salem.

### Vivian
Nadat Vivian Alamain naar Salem kwam bracht Carly veel tijd met haar door en ze hadden het altijd over een geheim dat ze bewaarden. Uiteindelijk kwam uit dat Carly 9 jaar geleden een kind gekregen had van Lawrence, zonder dat hij op de hoogte was. Carly beviel in de villa van Vivian in Parijs. Het kind werd te vroeg geboren en had water in de hersenen, nog geen uur na de geboorte overleed de baby. Nu ontdekte Carly dat het kind niet gestorven was en samen met Bo begon ze Vivian te ondervragen, maar die bleef volhouden dat het kind overleden was.
Rond deze tijd kwam Nicky (Nicholas) Alamain naar Salem, wat niet naar de zin was van Vivian. Ze probeerde hem voor iedereen te verbergen, maar dat was niet makkelijk omdat hij erg rebels was. Op een keer zag Victor hem op zijn jacht en toen hij vroeg wie hij was zei Vivian dat ze Nicky had geadopteerd van een van haar bedienden in Parijs.
Lawrence had intussen een affaire met Lisanne Gardner, die iets begon te vermoeden omtrent Nicky en uiteindelijk ontdekte ze dat hij de zoon was van Lawrence en Carly. Lisanne probeerde Vivian te chanteren en tijdens een ruzie kwam Nicky tussenbeide en duwde Lisanne aan de kant, ze viel ongelukkig en overleed. Vivian vertelde Nicky dat ze slechts bewusteloos was en haar bediende Ivan Marais sleepte het lijk naar de kelder en liet het later lijken dat ze omgekomen was in een autocrash. Lawrence ontdekte ook de waarheid en vertelde dit aan Carly, die haar zoon terug wilde. Op het huwelijk van Carly en Bo Brady probeerde ze met Nicky uit Salem te vluchten, maar dit mislukte.
Iedereen wist nu dat Nicky de zoon was van Carly, behalve Nicky zelf. De gespeelde vriendelijkheid van Vivian tegen Carly was nu ook voorbij en de twee maakten ruzie. Bo Brady begon de dood van Lisanne te onderzoeken en vermoedde al dat ze niet zomaar bij een autocrash was omgekomen. Vivian nam Lawrence in vertrouwen en nadat hij bewijsmateriaal probeerde te verstoppen werd hij door Bo gearresteerd. Nadat uitkwam dat Nicky de moord had gepleegd werd Lawrence vrijgelaten en Nicky heeft zelf nooit geweten dat hij een moord pleegde.
Intussen kreeg Vivian pijn in haar borst en de dokters vertelden haar dat ze een fatale hartziekte had en dat ze zou sterven. Vivian zag dit als een uitgelezen kans om Carly te pakken en besloot zelfmoord te plegen en het zo te laten lijken dat Carly haar vermoord had. Ze zorgde ervoor dat Carly haar een drankje voorschotelde waar ze dan een medicijn in deed zodat het leek alsof Carly haar vergiftigd had. Echter toen Nicky wou drinken van het glas van Vivian stootte ze het om. Hierna bedacht Vivian een nieuw plan, op het verjaardagsfeest van Shawn-Douglas in de Penthouse Grill lokte Vivian Carly naar het balkon. Tijdens de daaropvolgende ruzie viel Vivian van het balkon, maar haar val werd gebroken en ze belandde in coma. Ironisch was dat het Carly was die het leven van Vivian gered had in de operatiekamer.
Vivian ontwaakte uit haar coma en maakte zich alleen maar kenbaar aan Ivan. Ze wilde herstellen en vroeg of hij raad wist. Hij vond de Chinese dokter Wu die Vivian behandelde met oosterse kruiden. Op korte tijd was Vivian helemaal genezen, vol energie en vastberaden om Carly verder te kwellen, ze bleef intussen wel in haar ziekenhuisbed liggen. Ze besloot om Carly te laten opdraaien voor de dood van haar patiënten. Vivian verkleedde zich als verpleegster en sloop het ziekenhuis binnen en injecteerde een terminale patiënt van Carly met een detergent. Na twee doden begonnen de mensen wat te vermoeden, maar er volgde nog geen aanklacht. Vivian verstopte het detergent bij Carly thuis en toen Bo dit vond begon hij haar te verdenken. Na een analyse kwam aan het licht dat dit het detergent was waar ook de patiënten mee vermoord waren. Vivian vond dat ze nu ook een speciaal iemand moest vermoorden en niet zomaar een zieke patiënt. In het ziekenhuis hoorde ze Caroline Brady, die daar was voor een maagzweer, met Carly praten en zo wist ze dat Caroline haar bedenkingen had bij een huwelijk met haar zoon Bo. Als Caroline zou sterven zou dat helemaal de verdenking op Carly leggen. Vivian brak in het kastje van Carly in het ziekenhuis in en vervalste haar dagboek. Ze schreef erin dat ze zich van Caroline zou ontdoen. Vivian ging naar de kamer van Caroline met twee spuiten, één met detergent en één met een zware dosis morfine. Caroline was verdoofd en merkte niet dat Vivian er was, maar dan betrapte Carly Vivian, die verondersteld werd nog steeds in coma te liggen, waarop Vivian bekende wat ze gedaan had. Vervolgens probeerde ze Carly te vermoorden met het detergent maar Carly sloeg dat uit haar handen, tijdens het gevecht werd ze wel per ongeluk geïnjecteerd met de morfinespuit. Vivian ging terug naar haar kamer en hoorde later van Ivan dat Carly in coma lag. Vivian besloot nu dat het tijd was om zelf uit haar coma te ontwaken.
Iedereen was in shock nadat Vivian op miraculeuze wijze genezen was. Bo had Carolines kamer onderzocht en vond de spuit met het detergent en nadat hij het dagboek van Carly gevonden had was hij er zeker van dat zij achter de ziekenhuismoorden zat. Helaas wist Carly hoe het echt in elkaar zat en Vivian moest van haar af zien te komen om zelf buiten schot te blijven. Ze bleef haar met morfine inspuiten zodat ze nog niet uit haar coma zou ontwaken. Met de hulp van dokter Wu en zijn kruiden “doodde” Vivian Carly. Ze werd geïnjecteerd met een serum en was verlamd. Tom Horton verklaarde haar dood omdat ze geen polsslag had.
Nog voor Carly gebalsemd werd vertelde Vivian tegen iedereen dat Carly haar ooit gezegd had dat ze niet gebalsemd wilde worden als ze stierf. Omdat Vivian en Carly vroeger zulke goede vrienden waren geloofde iedereen haar. Vivian zorgde voor de begrafenis en nadat Carly begraven was ging Vivian naar het kerkhof. Door de kruiden van dokter Wu die ze voor haar hartziekte nam werd ze langzaam gek.
Carly werd wakker in haar doodskist waar ook licht was, een zuurstofvoorraad, water en een radio. Vanuit haar huis kwelde Vivian Carly met haar walkietalkie. Ivan zorgde ervoor dat Vivian de kruiden niet meer pakte en ze kwam langzaam terug bij haar verstand en biechtte aan Lawrence op wat ze gedaan had, de zuurstof in de doodskist was intussen bijna op. Lawrence groef meteen het graf op en vond Carly bewusteloos. Toen ze ontwaakte had ze geheugenverlies en dacht ze dat ze in 1983 leefde. Lawrence en Vivian besloten haar onder te brengen op de zolder van het landhuis. Vivian voelde wel dat de grond onder haar te heet werd en probeerde samen met Ivan naar Europa te vluchten. Bo en Lexie Carver hadden haar echter door en arresteerden haar. Met de hulp van Victor kon Vivian vermijden dat ze naar de gevangenis moest omdat ze de schuld stak op de kruiden van dokter Wu. In plaats van de gevangenis werd Vivian naar een instelling gestuurd voor een psychiatrische evaluatie. Intussen probeerde Lawrence samen met Carly uit Salem te vluchten maar Billie Reed kon dit verhinderen. Nadat Carly Nicholas terugzag kreeg ze haar geheugen terug. Haar oude liefde voor Lawrence stak opnieuw de kop op en het gelukkige herenigde gezin verliet Salem in 1993.

### 2009-2011
Carly dook opnieuw terug op in 2009. Na een hevige ruzie met Laurence, schoot ze hem neer. Bo Brady kwam haar helpen nadat ze hem opbelde. Bo zorgde ervoor dat Carly niet naar de gevangenis moest, nadat hij kon bewijzen dat Carly per ongeluk had geschoten. Samen met Bo keerde ze opnieuw terug naar Salem, tot groot ongenoegen van Hope. Carly zorgde al snel voor problemen tussen de twee.
Carly ontdekte dat ook haar aartsvijand, Vivian Alamain weer terug was in Salem. Vivian beschuldigde haar van moord en zwoer wraak. Later ontdekte Vivian dat Carly een buitenechtelijk kind heeft. Sindsdien gingen zowel Vivian en Carly op zoek naar het kind.
In 2010 werd er onthuld dat het kind Melanie Layton was, de biologische zus van Max Brady. Laurence wist van het buitenechtelijk kind en dreigde Carly dat ze het kind moest opgeven. Dit deed ze ook, maar ze bleef nog na al die jaren zoeken naar haar dochter. Laurence wist de locatie van het kind en na een woede-uitbarsting schoot ze hem neer.